# Semiothisa tectaria
Semiothisa tectaria là một loài bướm đêm trong họ Geometridae.